# Humban-Numena
Humban-Numena o Kumban-Numena va ser rei d'Elam. Pertanyia a la dinastia dels Igihàlquides, i va regnar al segle xiv aC. Va ser fill i successor d'Attarkittah, segons unes inscripcions trobades als temples de Liyan i de Susa.
Va ser el pare d'Untash-Napirisha, segons diu una inscripció posterior del rei Silkhak-Inxuixinak. Segons una còpia del temps de l'Imperi Neobabilònic, d'una carta d'un rei elamita a la cort de Babilònia (l'anomenada Carta de Berlín), es va casar amb una filla del rei cassita Kurigalzu II, o potser amb una filla del seu oncle, el rei elamita Pahirishshan.